# Batracomorphus signata
Batracomorphus signata är en insektsart som beskrevs av Lindberg 1923. Batracomorphus signata ingår i släktet Batracomorphus och familjen dvärgstritar. Inga underarter finns listade i Catalogue of Life.